# Neobrachiochondria quadrata
Neobrachiochondria quadrata is een eenoogkreeftjessoort uit de familie van de Chondracanthidae. De wetenschappelijke naam van de soort is voor het eerst geldig gepubliceerd in 1969 door Kabata.